# Tumala
Koordinaten: 58° 32′ N, 23° 2′ O

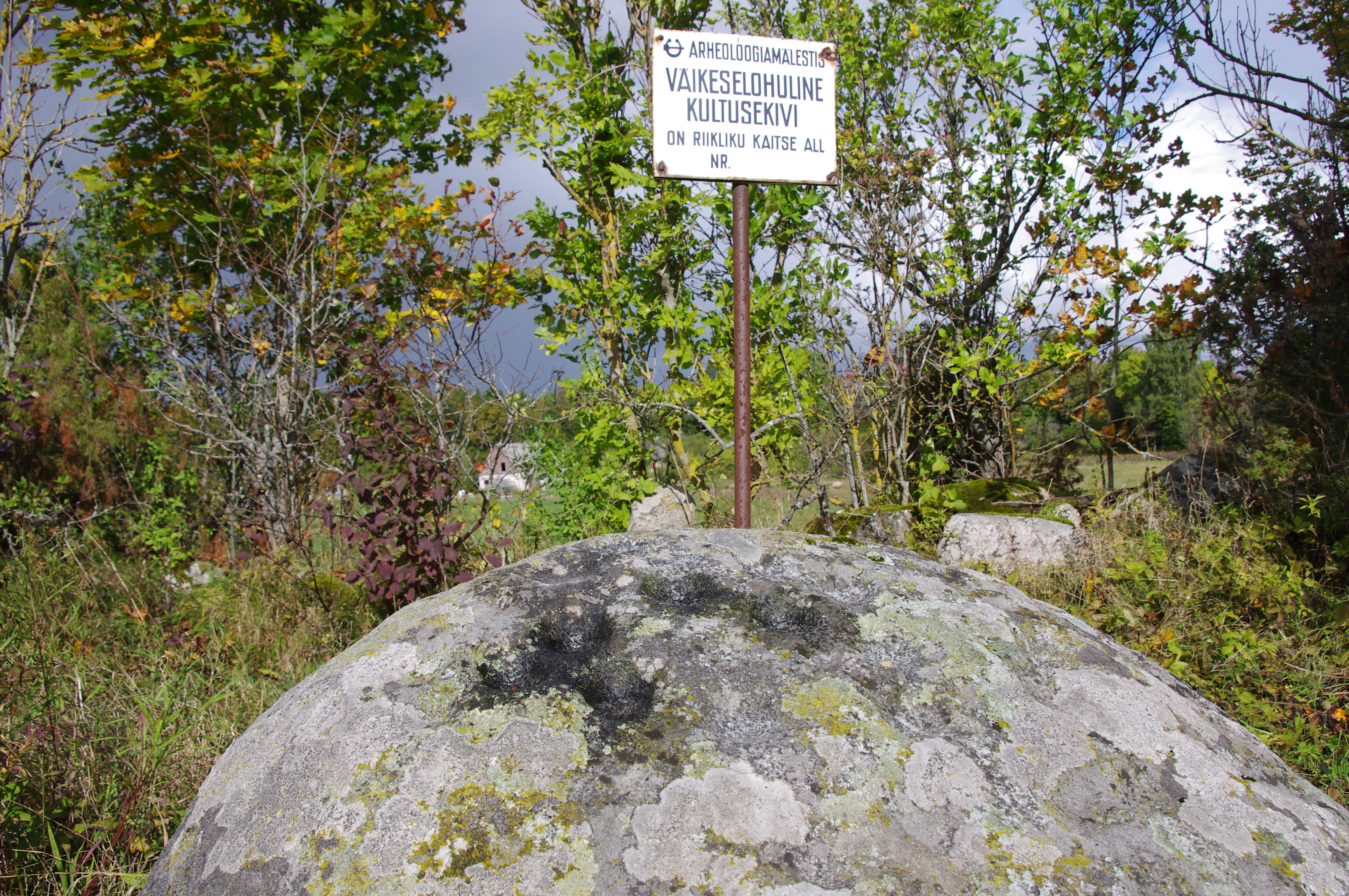
Kultstein bei Tumala

Tumala (deutsch Thomel) ist ein Dorf (estnisch küla) auf der größten estnischen Insel Saaremaa. Es gehört zur Landgemeinde Saaremaa (bis 2017: Landgemeinde Orissaare) im Kreis Saare.

## Einwohnerschaft
Das Dorf hat 31 Einwohner (Stand 31. Dezember 2011). Es liegt 45 Kilometer nordöstlich der Inselhauptstadt Kuressaare.

## Gut
Der Ort wurde erstmals 1453 unter dem Namen Thomall urkundlich erwähnt. 1495 belehnte der Ordensmeister Wolter von Plettenberg das Gut einem Heinrich Schulmann. Von 1495 bis zur Konfiszierung im Jahre 1613 sowie von 1646 (nach dem Frieden von Brömsebro, durch den Saaremaa von Dänemark an Schweden fiel) bis 1671 gehörte das Gut der Familie Schulmann.
Von 1671 bis zur Enteignung im Zuge der estnischen Landreform 1919 stand das Gut mit einer kurzen Ausnahme Anfang des 18. Jahrhunderts im Eigentum der adligen deutschbaltischen Familie Stackelberg. Im Mai 1801 speiste der russische Zar Alexander I. in Tumala.
Von 1932 bis 1976 war in dem eingeschossigen Herrenhaus des Gutes eine Schule untergebracht. Mit der neuen Nutzung wurde das Gebäude stark umgestaltet. Es dient heute als Wohnhaus.

## Friedhof
Der nahegelegene Friedhof der Familie von Stackelberg wurde 1833 angelegt. Dort wurden insgesamt fünfzehn Menschen bestattet. Die kleine Kapelle im klassizistischen Stil mit ihrem Portikus aus der Mitte des 19. Jahrhunderts ist heute nur noch als Ruine erhalten.